# Pueblo Carate
Los carates —llamados así por las manchas que tenían en la piel— fueron un pueblo indígena que habitaba las inmediaciones del actual municipio de Ocaña, en el nororiente de Colombia. Este pueblo terminó por desaparecer tras la pacificación del mismo, que terminó obligándolo a convertirse al catolicismo y adoptar un modo de vida sedentario; pues  las reducciones de los nativos a pueblos de indios cambió radicalmente la identidad de los mismos, ocasionando que perdieran su identidad anterior para identificarse con los pueblos creados por los españoles.
Es posible que algunos de los informes de este pueblo se hayan confundido con otro de lengua Pale, que también su ubicaba en las inmediaciones del casco urbano de Ocaña, pero cuya lengua no era mutuamente inteligible con la carate. Sobre estos indígenas se dice que vivían en ramadas fortificadas por fuertes palenques de madera.

## Ubicación
Según los documentos coloniales, los carates habitaban a la rivera de un río que en su lengua llamaban Yxira y que los españoles llamaron río de los Carates o río Carate (no confundir con el río Carare) que desembocaba en el lago de Maracaibo. La ubicación actual correspondería a algún punto del río Algodonal, nombre que recibe el río Catatumbo en el municipio de Ocaña, quizá entre este municipio y el de Ábrego.

## Sociedad
Al estar extinta, la sociedad carate no puede ser estudiada bajo los estándares modernos de la antropología sino que debe ser analizada a partir de los informes de los españoles, muchas veces sesgados por ignorar las costumbres locales, o bien, limitados a la simple observación. Aun así, las fuentes documentales son un importante recurso para el estudio de los pueblos indígenas, pues muchas veces constituyen la única prueba de la existencia de los pueblos hoy desaparecidos.
Según los informes del Cabildo de Ocaña, los carates no tenían caciques ni señores. Se decía también que no tributaban y que no contaban con adoraciones y ritos, sino que sus costumbres consistían en desenterrar a los muertos y beber o bailar sobre ellos, llegando a matarse a flechazos. Los carates no tenían tampoco guerra contra otras provincias sino que peleaban entre ellos a causa de las borracheras, donde se mataban en busca de venganza por los muertos.

## Lengua
Si bien la lengua carate terminó por extinguirse, los topónimos que usaban permiten descubrir el significado de algunas de sus palabras. Los pueblos a los que fueron reducidos los carates tenían en su tu topónimo, una descripción física del lugar. Por ejemplo, Anarama, que recibe ese nombre porque los carates extraían termentina la cual llamaban ana, siendo rama un sufijo que podría traducir árbol o palo.

### Otros ejemplos
- Cucuriama: qricua; un árbol del que fabricaban tambores.
- Caraçica: Cara; nombre propio de una quebrada. Siçan; otra quebrada. Al juntarse forman Caraçica.